# Hungarian Ladies Open 2017
Hungarian Ladies Open 2017 — тенісний турнір, що проходив на закритих кортах із твердим покриттям. Це був 21-й за ліком Hungarian Ladies Open. Належав до категорії International у рамках Туру WTA 2017. Минулого, 2016 року турнір мав статус $100,000 ITF.

## Учасниці основної сітки в одиночному розряді

### Сіяні
| Країна    | Гравчиня        | Рейтинг1 | Сіяна |
| --------- | --------------- | -------- | ----- |
| Угорщина  | Тімеа Бабош     | 33       | 1     |
| Чехія     | Луціє Шафарова  | 46       | 2     |
| Німеччина | Юлія Гергес     | 57       | 3     |
| Румунія   | Сорана Кирстя   | 61       | 4     |
| Бельгія   | Яніна Вікмаєр   | 63       | 5     |
| Франція   | Полін Пармантьє | 64       | 6     |
| Франція   | Осеан Доден     | 66       | 7     |
| Німеччина | Анніка Бек      | 68       | 8     |

- 1 Рейтинг подано станом на 13 лютого 2017

### Інші учасниці
Нижче наведено учасниць, які отримали вайлд-кард на участь в основній сітці:
- Дальма Гальфі
- Іпек Сойлу
- Фанні Штоллар

Нижче наведено гравчинь, які пробились в основну сітку через стадію кваліфікації:
- Анна Блінкова
- Анетт Контавейт
- Тамара Корпач
- Олександра Соснович
- Ізабелла Шинікова
- Барбора Штефкова

### Знялись з турніру
До початку турніру
- Андреа Петкович → її замінила  Ірина Фалконі

## Учасниці основної сітки в парному розряді

### Сіяні
| Країна            | Гравчиня      | Країна    | Гравчиня           | Рейтинг1 | Сіяна |
| ----------------- | ------------- | --------- | ------------------ | -------- | ----- |
| Угорщина          | Тімеа Бабош   | Чехія     | Луціє Шафарова     | 12       | 1     |
| Аргентина         | Марія Ірігоєн | Швейцарія | Ксенія Нолл        | 104      | 2     |
| Нідерланди        | Демі Схюрс    | Чехія     | Рената Ворачова    | 126      | 3     |
| Китайський Тайбей | Сє Шувей      | Грузія    | Оксана Калашникова | 149      | 4     |

- 1 Рейтинг подано станом на 13 лютого 2017

### Інші учасниці
Нижче наведено пари, які отримали вайлдкард на участь в основній сітці:
- Анна Блінкова /  Панна Удварді
- Агнеш Букта /  Фанні Штоллар

### Знялись з турніру
Під час турніру
- Луціє Шафарова

## Переможниці

### Одиночний розряд
- Тімеа Бабош —  Луціє Шафарова, 6–7(4–7), 6–4, 6–3

### Парний розряд
- Сє Шувей /  Оксана Калашникова —  Родіонова Аріна Іванівна /  Галина Воскобоєва, 6–3, 4–6, [10–4]